# Daniela Malusardi
Daniela Malusardi (Nettuno, 17 gennaio 1956) è una danzatrice e coreografa italiana.

## Formazione
Intraprende lo studio della danza classica con Olga Amati, presso la scuola del Teatro dell’Opera di Roma, ma concluso il percorso formativo, non viene accettata all'interno del corpo di ballo. Vince una borsa di studio presso la "Wimbledon School" di Londra dove si perfeziona secondo la tecnica della Royal Academy of Dance.
Al rientro in Italia, entra gradualmente a far parte della compagnia “Teatrodanza Contemporanea di Roma” di Elsa Piperno.
Con la madre Ann Moon studia inoltre danza afro-cubana.

## Danzatrice
Nel 1974 al concorso internazionale di danza di Nervi viene notata da componenti della compagnia statunitense Alvin Ailey American Dance Theater e ottiene una borsa di studio per New York. All'interno della compagnia studia le tecniche Horton, Graham, Cunningham . Il coreografo Alvin Ailey la include tra i danzatori della compagnia "junior" e ottiene i ruoli principali in balletti come Revelations, Wade in the water, e Fix me Jesus. Nel 1975 vince il premio Capezio. Nel 1976 non ottiene il passaggio alla compagnia "senior" e si trasferisce a Roma, dove frequenta il "Centro Internazionale di Danza".
Nel 1977 entra nella compagnia Cullberg Ballet di Stoccolma, fondato da Birgit Cullberg e diretto da Giuseppe Carbone. Con la compagnia svedese interpreta i ruoli di Euridice in Orfeo ed Euridice, della "Donna" in Ai bordi della foresta, di Giulietta in Romeo e Giulietta, con la coreografia della fondatrice; interpreta anche "la Ballerina" nel pezzo che la Cullberg aveva dedicato al marito Anders Ek. Interpreta ancora il ruolo di Eva in Adamo ed Eva, dove ha come partner Niklas Ek, in una rappresentazione a Cuba, e Rudol'f Nureev, filmati insieme da un'emittente televisiva americana.
Con la direzione di Mats Ek interpreta ancora i seguenti ruoli: "la Principessa" in San Giorgio e il Drago, "la Gobba" in La casa di Bernarda Alba, "la Ragazza" in Memorie di gioventù, insieme a Nacho Duato. Danza inoltre nei balletti La signorina Giulia, Soweto, Antigone e Giselle. Lavora con il coreografo Jiří Kylián, insieme ad Ana Laguna nel balletto “Notte trasfigurata” di Schönberg, e con Christopher Bruce, coreografo associato del Ballet Rambert. Nel 1982 vince il premio Porselli.
Nel 1983 tornata in Italia viene inserita come "Prima Ballerina" nel corpo di ballo dell'Arena di Verona, diretto da Giuseppe Carbone, insieme a Carlos Iturrioz e interpreta coreografie dello stesso Carbone, di Mario Pistoni, ancora di Mats Ek e Jiří Kylián e di Susanna Egri (con il ruolo della "Schiava" nel balletto Aida).
Nel 1985 riceve il premio “Città di Verona”.
Nel 1986, ancora insieme a Carlos Iturrioz, entra nel Frankfurt Ballet diretto da William Forsythe, che introduce sue nuove coreografie tra i balletti della tradizione classica. Interpreta i balletti Artifact, Steptext, Impressing the Czar, Love Songs e Big White Baby Dog.
Nel 1989 si ritira dalla danza professionale. Si sposa con Robert Reiss-Andersen, regista e produttore cinematografico norvegese e si trasferisce a Spoleto.

## Coreografa
Nel 1991 lavora in Svezia, come coreografa, in qualità di assistente di Cristina Caprioli. Nel 1992 collabora con Fiorenza D'Alessandro, direttrice del Balletto di Spoleto, per i balletti Enemy or friend, Le onde (dall'omonimo libro di Virginia Woolf), Tre donne e Penelope, danzata da Maria Grazia Galante e Sasha Ramos.
Per il "Teatro Lirico Sperimentale A.Belli" di Spoleto coreografa e danza il ruolo di Maria nello Stabat Mater di Giovanni Battista Pergolesi, con la partecipazione di Piera Degli Esposti e diventa assistente ai movimenti scenici per i registi Alvaro Piccardi, Franco Ripa di Meana e Gabriele Dolcini.
Per il Festival dei Due Mondi, realizza le coreografie dell'opera Guerra e pace, con la regia di Gian Carlo Menotti.
Nel 1995 inizia ad insegnare danza classica e contemporanea all'interno della Polisportiva "La Fenice" di Spoleto, curando inoltre la preparazione coreografica delle atlete agonistiche della ginnastica ritmica.
Nel 2000 crea a Spoleto la compagnia "La Fenicedanza", composta di giovani artisti del territorio umbro, e collabora tra gli altri con Pietro Biondi e Mauro Bigonzetti, direttore artistico dell'attuale Aterballetto, per lo spettacolo Giulietta… e Romeo?.
Nel 2004, crea coreografie per Ellen Stewart, creatrice dello storico La MaMa E.T.C. (Experimental Theatre Club) nell'East Village newyorkese e nel 2005 interpreta Naomi, la madre del poeta beat Allen Ginsberg, in uno spettacolo per la Notte Bianca di Perugia con la partecipazione del clarinettista Gabriele Mirabassi.
Nel 2010, in qualità di attrice e coreografa, partecipa alla realizzazione del lungometraggio Dance for Life, diretto da Francesco Mazza, in cui recitano Massimo Ciavarro e il danzatore Francesco Mariottini. 
Il progetto vede anche la partecipazione di Keith Young, già coreografo di Madonna e di svariati personaggi dello spettacolo.
Attualmente è insegnante-ospite di danza classica presso compagnie internazionali quali il Balletto di Marsiglia e il Ballet Preljocaj.